# Saison 2016-2017 des Penguins de Pittsburgh
Autres saisons
Saison précédente
La saison 2016-2017 des Penguins de Pittsburgh est la cinquantième saison de la franchise de hockey sur glace au sein de la Ligue nationale de hockey.

## Contexte de la saison
Les Penguins abordent cette saison 2016-2017 en tant que champions en titre de la Coupe Stanley. Depuis les Red Wings de Détroit en 1997 et 1998, aucune équipe n'a réussit à remporter le trophée deux années de suite. Au cours de l'inter-saison, Ben Lovejoy et Jeff Zatkoff quittent tous les deux l'équipe ; le premier signe avec les Devils du New Jersey. L'équipe signe des contrats avec deux défenseurs Chad Ruhwedel et David Warsofsky mais finalement l'équipe ne change quasiment pas par rapport à la saison précédent alors que le deuxième rejoint les Kings de Los Angeles. Les Penguins peuvent compter sur la présence de leur capitaine, Crosby, qui a fini meilleur joueur des séries éliminatoires de 2016. Courant septembre, il participe avec le Canada à la Coupe du monde de hockey sur glace ; le Canada remporte alors la médaille d'or sans perdre aucune des rencontres et Crosby finit avec le plus grand nombre de buts, de points et remporte le titre de meilleur joueur du tournoi. Devant les filets des Penguins, Matt Murray est censé être le gardien titulaire mais il se casse la main lors d'un match de la Coupe du Monde, une absence estimée à 4 à 6 semaines.

## Saison régulière

### Détails de la saison régulière

#### Octobre
Avant les débuts de la saison régulière, début octobre, Jim Rutherford annonce que le capitaine de l'équipe, Crosby, sera absent pour une durée indéterminée en raison d'une commotion cérébrale. Le premier match officiel de la nouvelle saison des Penguins est jouée contre les Capitals de Washington. Au cours de la cérémonie d'avant match, la bannière venant commémorer la Coupe Stanley 2016 est accrochée dans la PPG Paints Arena. Au terme du temps réglementaire, les deux équipes sont à égalité deux buts partout et il faut attendre la séance des tirs de fusillade pour voir les joueurs locaux s'imposer. Crosby revient au jeu le 25 octobre et inscrit son premier point, un but, lors de la victoire 3 à 2 de Pittsburgh contre les Panthers de la Floride. Fin octobre, après 9 rencontres jouées, l'équipe compte 6 victoires et trois défaites dont une en prolongation pour 13 points au classement de la saison régulière. Au cours du dernier match du mois, le 29 octobre contre les Flyers de Philadelphie, Malkine et Crosby inscrivent tous les deux 2 buts pour donner la victoire à Pittsburgh 5 à 4 ; le deuxième but de Malkine est le but de la victoire mais égaleent le 300e but de sa carrière depuis ses débuts dans la LNH en 2006-2007. Il est alors le sixième joueur de l'histoire du club à dépasser cette marque symbolique après Jean Pronovost, Rick Kehoe, Mario Lemieux, Jaromír Jágr et Crosby.

#### Novembre
Le 3 novembre, les Penguins commencent leur mois par une victoire 5 à 1 contre les Ducks d'Anaheim, avec une nouvelle fois deux buts inscrits par Crosby mais ils sont battus le lendemain par les Kings de Los Angeles en prolongation, la 600e victoire en carrière pour l'entraîneur des Kings, Darryl Sutter. Le 21 novembre, Jake Guentzel joue son premier match dans la LNH et inscrit ses deux premiers buts de sa carrière alors que les Penguins sont battus 5 à 2 par les Rangers de New York.

#### Février
Le 25 février 2017, la LNH organise un match en extérieur entre les Penguins et les Flyers de Philadelphie ; le match, faisant partie de la série des stades, célèbre l'anniversaire des 50 ans des deux équipes au sein de la LNH. La partie est jouée dans le Heinz Field, terrain de jeu des équipes de football américain de la ville de Pittsburgh : les Steelers de la NFL et les Panthers de l'Université de Pittsburgh. Devant 67 318 personnes, les Penguins s'imposent sur le score de 4-2 avec 36 arrêts de Murray.

### Match après match
| No | Date         | Résultat                | Adversaire                | Lieu         | Score   | Salle (affluence)                 | Bilan (V-D-N) | Pts |
| -- | ------------ | ----------------------- | ------------------------- | ------------ | ------- | --------------------------------- | ------------- | --- |
| 1  | 13 octobre   | victoire                | Capitals de Washington    | Pittsburgh   | 3-2     | PPG Paints Arena (18 630)         | 1-0-0         | 2   |
| 2  | 15 octobre   | victoire                | Ducks d'Anaheim           | Pittsburgh   | 3-2     | PPG Paints Arena (18 452)         | 2-0-0         | 4   |
| 3  | 17 octobre   | défaite en prolongation | Avalanche du Colorado     | Pittsburgh   | 3-4 Pr  | PPG Paints Arena (18 431)         | 2-0-1         | 5   |
| 4  | 18 octobre   | défaite                 | Canadiens de Montréal     | Montréal     | 0-4     | Bell Centre (21 288)              | 2-1-1         | 5   |
| 5  | 20 octobre   | victoire                | Sharks de San José        | Pittsburgh   | 3-2     | PPG Paints Arena (18 511)         | 3-1-1         | 7   |
| 6  | 22 octobre   | défaite                 | Predators de Nashville    | Nashville    | 1-5     | Bridgestone Arena (17 113)        | 3-2-1         | 7   |
| 7  | 25 octobre   | victoire                | Panthers de la Floride    | Pittsburgh   | 3-2     | PPG Paints Arena (18 434)         | 4-2-1         | 9   |
| 8  | 27 octobre   | victoire                | Islanders de New York     | Pittsburgh   | 4-2     | PPG Paints Arena (18 422)         | 5-2-1         | 11  |
| 9  | 29 octobre   | victoire                | Flyers de Philadelphie    | Philadelphie | 5-4     | Wells Fargo Center (19 927)       | 6-2-1         | 13  |
| 10 | 2 novembre   | victoire                | Ducks d'Anaheim           | Anaheim      | 5-1     | Honda Center (15 543)             | 7-2-1         | 15  |
| 11 | 3 novembre   | défaite en prolongation | Kings de Los Angeles      | Los Angeles  | 2-3 Pr  | Staples Center (18 230)           | 7-2-2         | 16  |
| 12 | 5 novembre   | victoire                | Sharks de San José        | San José     | 5-0     | SAP Center at San Jose (17 562)   | 8-2-2         | 18  |
| 13 | 8 novembre   | victoire                | Oilers d'Edmonton         | Pittsburgh   | 4-3     | PPG Paints Arena (18 576)         | 9-2-2         | 20  |
| 14 | 10 novembre  | défaite                 | Wild du Minnesota         | Pittsburgh   | 2-4     | PPG Paints Arena (18 458)         | 9-3-2         | 20  |
| 15 | 12 novembre  | victoire                | Maple Leafs de Toronto    | Pittsburgh   | 4-1     | PPG Paints Arena (18 668)         | 10-3-2        | 22  |
| 16 | 16 novembre  | défaite                 | Capitals de Washington    | Washington   | 1-7     | Verizon Center (18 506)           | 10-4-2        | 22  |
| 17 | 18 novembre  | victoire                | Islanders de New York     | New York     | 3-2     | Barclays Center (13 365)          | 11-4-2        | 24  |
| 18 | 19 novembre  | défaite en fusillade    | Sabres de Buffalo         | Buffalo      | 1-2 Fus | First Niagara Center (18 817)     | 11-4-3        | 25  |
| 19 | 21 novembre  | victoire                | Rangers de New York       | Pittsburgh   | 5-2     | PPG Paints Arena (18 632)         | 11-5-3        | 25  |
| 20 | 23 novembre  | victoire                | Rangers de New York       | New York     | 6-1     | Madison Square Garden (18 006)    | 12-5-3        | 27  |
| 21 | 25 novembre  | défaite                 | Wild du Minnesota         | Minnesota    | 2-6     | Xcel Energy Center (19 212)       | 12-6-3        | 27  |
| 22 | 26 novembre  | victoire                | Devils du New Jersey      | Pittsburgh   | 4-3     | PPG Paints Arena (18 615)         | 13-6-3        | 29  |
| 23 | 30 novembre  | défaite                 | Islanders de New York     | New York     | 3-5     | Barclays Center (12 149)          | 13-7-3        | 29  |
| 24 | 1er décembre | victoire                | Stars de Dallas           | Pittsburgh   | 6-2     | PPG Paints Arena (18 420)         | 14-7-3        | 31  |
| 25 | 3 décembre   | victoire                | Red Wings de Détroit      | Pittsburgh   | 5-3     | PPG Paints Arena (18 661)         | 15-7-3        | 33  |
| 26 | 5 décembre   | victoire                | Sénateurs d'Ottawa        | Pittsburgh   | 8-5     | PPG Paints Arena (18 414)         | 16-7-3        | 35  |
| 27 | 8 décembre   | victoire                | Panthers de la Floride    | Floride      | 5-1     | BB&T Center (14 068)              | 17-7-3        | 37  |
| 28 | 10 décembre  | victoire                | Lightning de Tampa Bay    | Tampa Bay    | 4-3     | Amalie Arena (19 092)             | 18-7-3        | 39  |
| 29 | 12 décembre  | victoire                | Coyotes de l'Arizona      | Pittsburgh   | 7-0     | PPG Paints Arena (18 420)         | 19-7-3        | 41  |
| 30 | 14 décembre  | victoire                | Bruins de Boston          | Pittsburgh   | 4-3     | PPG Paints Arena (18 415)         | 20-7-3        | 43  |
| 31 | 16 décembre  | défaite en prolongation | Kings de Los Angeles      | Pittsburgh   | 0-1 Pr  | PPG Paints Arena (18 544)         | 20-7-4        | 44  |
| 32 | 17 décembre  | défaite en prolongation | Maple Leafs de Toronto    | Toronto      | 1-2 Pr  | Air Canada Centre (19 553)        | 20-7-5        | 45  |
| 33 | 20 décembre  | victoire                | Rangers de New York       | Pittsburgh   | 7-2     | PPG Paints Arena (18 541)         | 21-7-5        | 47  |
| 34 | 22 décembre  | défaite                 | Blue Jackets de Columbus  | Columbus     | 1-7     | Nationwide Arena (19 115)         | 21-8-5        | 47  |
| 35 | 23 décembre  | victoire                | Devils du New Jersey      | Pittsburgh   | 4-1     | PPG Paints Arena (18 625)         | 22-8-5        | 49  |
| 36 | 27 décembre  | victoire                | Devils du New Jersey      | New Jersey   | 5-2     | Prudential Center (16 514)        | 23-8-5        | 51  |
| 37 | 28 décembre  | victoire                | Hurricanes de la Caroline | Pittsburgh   | 3-2     | PPG Paints Arena (18 653)         | 24-8-5        | 53  |
| 38 | 31 décembre  | victoire                | Canadiens de Montréal     | Pittsburgh   | 4-3     | PPG Paints Arena (18 633)         | 25-8-5        | 55  |
| 39 | 8 janvier    | victoire                | Lightning de Tampa Bay    | Pittsburgh   | 6-2     | PPG Paints Arena (18 633)         | 26-8-5        | 57  |
| 40 | 11 janvier   | défaite                 | Capitals de Washington    | Washington   | 2-5     | Verizon Center (18 506)           | 26-9-5        | 57  |
| 41 | 12 janvier   | défaite                 | Sénateurs d'Ottawa        | Ottawa       | 1-4     | Canadian Tire Centre (17 769)     | 26-10-5       | 57  |
| 42 | 14 janvier   | défaite                 | Red Wings de Détroit      | Détroit      | 3-6     | Joe Louis Arena (20 027)          | 26-11-5       | 57  |
| 43 | 16 janvier   | victoire                | Capitals de Washington    | Pittsburgh   | 8-7     | PPG Paints Arena (18 653)         | 27-11-5       | 59  |
| 44 | 18 janvier   | victoire                | Canadiens de Montréal     | Montréal     | 4-1     | Bell Centre (21 288)              | 28-11-5       | 61  |
| 45 | 20 janvier   | victoire                | Hurricanes de la Caroline | Caroline     | 7-1     | PNC Arena (17 312)                | 29-11-5       | 63  |
| 46 | 22 janvier   | victoire                | Bruins de Boston          | Pittsburgh   | 5-1     | PPG Paints Arena (18 506)         | 30-11-5       | 65  |
| 47 | 24 janvier   | défaite                 | Blues de Saint-Louis      | Pittsburgh   | 0-3     | PPG Paints Arena (18 563)         | 30-12-5       | 65  |
| 48 | 26 janvier   | défaite                 | Bruins de Boston          | Boston       | 3-4     | TD Garden (17 565)                | 30-13-5       | 65  |
| 49 | 31 janvier   | victoire                | Predators de Nashville    | Pittsburgh   | 4-2     | PPG Paints Arena (18 455)         | 31-13-5       | 67  |
| 50 | 3 février    | victoire                | Blue Jackets de Columbus  | Pittsburgh   | 4-3     | PPG Paints Arena (18 649)         | 32-13-5       | 69  |
| 51 | 4 février    | victoire                | Blues de Saint-Louis      | Saint-Louis  | 4-1     | Scottrade Center (19 496)         | 33-13-5       | 71  |
| 52 | 7 février    | défaite en fusillade    | Flames de Calgary         | Pittsburgh   | 2-3 Fus | PPG Paints Arena (18 556)         | 33-13-6       | 72  |
| 53 | 9 février    | victoire                | Avalanche du Colorado     | Colorado     | 4-1     | Pepsi Center (16 777)             | 34-13-6       | 74  |
| 54 | 11 février   | défaite en prolongation | Coyotes de l'Arizona      | Arizona      | 3-4 Pr  | Gila River Arena (15 879)         | 34-13-7       | 75  |
| 55 | 14 février   | victoire                | Canucks de Vancouver      | Pittsburgh   | 4-0     | PPG Paints Arena (18 653)         | 35-13-7       | 77  |
| 56 | 16 février   | victoire                | Jets de Winnipeg          | Pittsburgh   | 4-3     | PPG Paints Arena (18 638)         | 36-13-7       | 79  |
| 57 | 17 février   | défaite en prolongation | Blue Jackets de Columbus  | Columbus     | 1-2 Pr  | Nationwide Arena (19 188)         | 36-13-8       | 80  |
| 58 | 19 février   | défaite                 | Red Wings de Détroit      | Pittsburgh   | 2-5     | PPG Paints Arena (18 664)         | 36-14-8       | 80  |
| 59 | 21 février   | victoire                | Hurricanes de la Caroline | Caroline     | 3-1     | PNC Arena (12 145)                | 37-14-8       | 82  |
| 60 | 25 février   | défaite                 | Flyers de Philadelphie    | Pittsburgh   | 2–4     | Heinz Field (67 318)              | 38-14-8       | 84  |
| 61 | 28 février   | défaite                 | Stars de Dallas           | Dallas       | 2-3     | American Airlines Center (18 235) | 38-15-8       | 84  |
| 62 | 1er mars     | défaite                 | Blackhawks de Chicago     | Chicago      | 1-4     | United Center (22 012)            | 38-16-8       | 84  |
| 63 | 3 mars       | victoire                | Lightning de Tampa Bay    | Pittsburgh   | 5-2     | PPG Paints Arena (18 640)         | 39-16-8       | 86  |
| 64 | 5 mars       | victoire                | Sabres de Buffalo         | Pittsburgh   | 4-3     | PPG Paints Arena (18 653)         | 40-16-8       | 88  |
| 65 | 8 mars       | victoire                | Jets de Winnipeg          | Winnipeg     | 7-4     | MTS Centre (15 294)               | 41-16-8       | 90  |
| 66 | 10 mars      | victoire                | Oilers d'Edmonton         | Edmonton     | 3-2     | Rogers Place (18 347)             | 42-16-8       | 92  |
| 67 | 11 mars      | victoire                | Canucks de Vancouver      | Vancouver    | 3-0     | Rogers Arena (18 865)             | 43-16-8       | 94  |
| 68 | 13 mars      | défaite en fusillade    | Flames de Calgary         | Calgary      | 3-4 Fus | Scotiabank Saddledome (19 289)    | 43-16-9       | 95  |
| 69 | 15 mars      | défaite                 | Flyers de Philadelphie    | Philadelphie | 0-4     | Wells Fargo Center (19 514)       | 43-17-9       | 95  |
| 70 | 17 mars      | victoire                | Devils du New Jersey      | Pittsburgh   | 6-4     | PPG Paints Arena (18 651)         | 44-17-9       | 97  |
| 71 | 19 mars      | victoire                | Panthers de la Floride    | Pittsburgh   | 4-0     | PPG Paints Arena (18 653)         | 45-17-9       | 99  |
| 72 | 21 mars      | victoire                | Sabres de Buffalo         | Buffalo      | 3-1     | First Niagara Center (18 313)     | 46-17-9       | 101 |
| 73 | 23 mars      | défaite en fusillade    | Sénateurs d'Ottawa        | Ottawa       | 1-2 Fus | Canadian Tire Centre (18 102)     | 46-17-10      | 102 |
| 74 | 24 mars      | défaite en fusillade    | Islanders de New York     | Pittsburgh   | 3-4 Fus | PPG Paints Arena (18 659)         | 46-17-11      | 103 |
| 75 | 26 mars      | défaite                 | Flyers de Philadelphie    | Pittsburgh   | 2-6     | PPG Paints Arena (18 654)         | 46-18-11      | 103 |
| 76 | 29 mars      | défaite                 | Blackhawks de Chicago     | Pittsburgh   | 1-5     | PPG Paints Arena (18 657)         | 46-19-11      | 103 |
| 77 | 31 mars      | victoire                | Rangers de New York       | New York     | 4-3     | Madison Square Garden (18 006)    | 47-19-11      | 105 |
| 78 | 2 avril      | victoire                | Hurricanes de la Caroline | Pittsburgh   | 3-2     | PPG Paints Arena (18 631)         | 48-19-11      | 107 |
| 79 | 4 avril      | victoire                | Blue Jackets de Columbus  | Pittsburgh   | 4-1     | PPG Paints Arena (18 632)         | 49-19-11      | 109 |
| 80 | 6 avril      | victoire                | Devils du New Jersey      | New Jersey   | 7-4     | Prudential Center (14 012)        | 50-19-11      | 111 |
| 81 | 8 avril      | défaite                 | Maple Leafs de Toronto    | Toronto      | 3-5     | Air Canada Centre (19 561)        | 50-20-11      | 111 |
| 82 | 9 avril      | défaite                 | Rangers de New York       | New York     | 2-3     | Madison Square Garden (18 006)    | 50-21-11      | 111 |

### Statistiques de la saison régulière

#### Classement de l'équipe
| Clt   | Équipe                    | PJ | V  | D  | DP | BP  | BC  | Pts |
| ----- | ------------------------- | -- | -- | -- | -- | --- | --- | --- |
| +001, | Capitals de Washington    | 82 | 55 | 19 | 8  | 263 | 182 | 118 |
| +002, | Penguins de Pittsburgh    | 82 | 50 | 21 | 11 | 282 | 234 | 111 |
| +003, | Blue Jackets de Columbus  | 82 | 50 | 24 | 8  | 249 | 195 | 108 |
| +004, | Rangers de New York       | 82 | 48 | 28 | 6  | 256 | 220 | 102 |
| +005, | Islanders de New York     | 82 | 41 | 29 | 12 | 241 | 242 | 94  |
| +006, | Flyers de Philadelphie    | 82 | 39 | 33 | 10 | 219 | 236 | 88  |
| +007, | Hurricanes de la Caroline | 82 | 36 | 31 | 15 | 215 | 236 | 87  |
| +008, | Devils du New Jersey      | 82 | 28 | 40 | 14 | 183 | 244 | 70  |

- Vainqueur de division
- Équipe qualifiée pour les séries
- Équipe repêchée en tant que 7e ou 8e de l'association

#### Statistiques des joueurs
Sidney Crosby est le meilleur pointeur de l'équipe à la fin de la saison régulière avec 44 buts, 45 assistances et donc un total de 89 points ; Philip Kessel est quant à lui le meilleur passeur de l'équipe avec 47 mentions d'assistance. Ievgueni Malkine est le joueur le plus pénalisé des Penguins avec 77 minutes de pénalités. Crosby est le meilleur buteur de l'ensemble du circuit, il termine 11 points derrière Connor McDavid des Oilers d'Edmonton, meilleur pointeur de la LNH avec 100 points, 30 buts et 70 passes.
| Nom                | PJ | B  | A  | Pts | +/- | Pun | Commentaire                                                            |
| ------------------ | -- | -- | -- | --- | --- | --- | ---------------------------------------------------------------------- |
| Sidney Crosby      | 75 | 44 | 45 | 89  | 17  | 24  | Capitaine de l'équipe                                                  |
| Ievgueni Malkine   | 62 | 33 | 39 | 72  | 18  | 77  | Assistant capitaine                                                    |
| Philip Kessel      | 82 | 23 | 47 | 70  | 3   | 20  |                                                                        |
| Conor Sheary       | 61 | 23 | 30 | 53  | 24  | 22  |                                                                        |
| Justin Schultz     | 78 | 12 | 39 | 51  | 27  | 34  |                                                                        |
| Patric Hörnqvist   | 70 | 21 | 23 | 44  | 16  | 28  |                                                                        |
| Nick Bonino        | 80 | 18 | 19 | 37  | -5  | 16  |                                                                        |
| Kristopher Letang  | 41 | 5  | 29 | 34  | 2   | 32  |                                                                        |
| Jake Guentzel      | 40 | 16 | 17 | 33  | 8   | 10  |                                                                        |
| Matt Cullen        | 72 | 13 | 18 | 31  | 4   | 30  |                                                                        |
| Chris Kunitz       | 71 | 9  | 20 | 29  | 0   | 36  | Assistant capitaine                                                    |
| Bryan Rust         | 57 | 14 | 13 | 27  | 3   | 8   |                                                                        |
| Scott Wilson       | 79 | 8  | 18 | 26  | 0   | 32  |                                                                        |
| Ian Cole           | 81 | 5  | 21 | 26  | 26  | 70  |                                                                        |
| Carl Hagelin       | 61 | 6  | 16 | 22  | 10  | 16  |                                                                        |
| Trevor Daley       | 55 | 5  | 14 | 19  | 8   | 37  |                                                                        |
| Tom Kühnhackl      | 57 | 4  | 12 | 16  | 10  | 18  |                                                                        |
| Brian Dumoulin     | 70 | 1  | 14 | 15  | -3  | 14  |                                                                        |
| Eric Fehr          | 52 | 6  | 5  | 11  | 2   | 14  | Échangé le 1er mars 2017 aux Maple Leafs de Toronto                    |
| Chad Ruhwedel      | 34 | 2  | 8  | 10  | 8   | 8   |                                                                        |
| Olli Määttä        | 55 | 1  | 6  | 7   | 17  | 12  |                                                                        |
| Carter Rowney      | 27 | 3  | 4  | 7   | 2   | 4   |                                                                        |
| Mark Streit        | 19 | 1  | 5  | 6   | -2  | 6   | Échangé en provenance des Flyers de Philadelphie le 1er mars 2017      |
| Cameron Gaunce     | 12 | 1  | 3  | 4   | 1   | 13  |                                                                        |
| Josh Archibald     | 10 | 3  | 0  | 3   | 3   | 4   |                                                                        |
| Ron Hainsey        | 16 | 0  | 3  | 3   | 8   | 4   | Échangé en provenance des Hurricanes de la Caroline le 23 février 2017 |
| Tom Sestito        | 13 | 0  | 2  | 2   | 0   | 48  |                                                                        |
| Dominik Simon      | 2  | 0  | 1  | 1   | -1  | 0   |                                                                        |
| David Warsofsky    | 7  | 0  | 1  | 1   | 0   | 6   |                                                                        |
| Steven Oleksy      | 11 | 0  | 1  | 1   | 2   | 24  | Échangé le 1er mars 2017 aux Maple Leafs de Toronto                    |
| Oskar Sundqvist    | 10 | 0  | 0  | 0   | -4  | 2   |                                                                        |
| Frank Corrado      | 2  | 0  | 0  | 0   | -1  | 2   |                                                                        |
| Kevin Porter       | 2  | 0  | 0  | 0   | -1  | 0   |                                                                        |
| Jean-Sébastien Dea | 1  | 0  | 0  | 0   | 0   | 2   |                                                                        |
| Derrick Pouliot    | 11 | 0  | 0  | 0   | -4  | 4   |                                                                        |

| Nom               | PJ | PD | Min           | V  | D  | Pr. | BC  | Moy  | Tirs  | %Arr | Bl | B | A | Pun | Commentaire                                       |
| ----------------- | -- | -- | ------------- | -- | -- | --- | --- | ---- | ----- | ---- | -- | - | - | --- | ------------------------------------------------- |
| Matthew Murray    | 49 | 47 | 2764 min 28 s | 32 | 10 | 4   | 111 | 2,41 | 1 450 | 92,3 | 4  | 0 | 2 | 0   |                                                   |
| Marc-André Fleury | 38 | 34 | 2125 min 15 s | 18 | 10 | 7   | 107 | 3,02 | 1182  | 90,9 | 1  | 0 | 0 | 6   |                                                   |
| Tristan Jarry     | 1  | 1  | 58 min 45 s   | 0  | 1  | 0   | 3   | 3,08 | 25    | 88,0 | 0  | 0 | 0 | 0   |                                                   |
| Michael Condon    | 1  | 0  | 20 min        | 0  | 0  | 0   | 0   | 0,00 | 7     | 100  | 0  | 0 | 0 | 0   | Échangé le 2 novembre 2016 aux Sénateurs d'Ottawa |

## Séries éliminatoires

### Détails des séries

#### Pittsburgh contre Columbus
| 12 avril | Pittsburgh | 3-1 (0-0, 3-0, 0-1) | Columbus | PPG Paints Arena 18 563 spectateurs |

| Feuille de match | Feuille de match | Feuille de match | Feuille de match                   | Feuille de match                                                                        |
| ---------------- | --- | ---------------- | ---------------------------------- | --------------------------------------------------------------------------------------- |
|                  | Rust (Kessel, Malkine) — 21 min 15 s Kessel (Schultz, Malkine) — 23 min 45 s (SN) Bonino (Hörnqvist, Määttä) — 36 min 25 s - | 1-0 2-0 3-0 3-1  | - Calvert (Anderson) — 52 min 41 s | Arbitrage : Chris Rooney Francois StLaurent Juges de lignes : Steve Barton Jonny Murray |
| Fleury           | Gardiens | Bobrovski        |                                    | Arbitrage : Chris Rooney Francois StLaurent Juges de lignes : Steve Barton Jonny Murray |
| 4 min            | Pénalités | 6 min            |                                    | Arbitrage : Chris Rooney Francois StLaurent Juges de lignes : Steve Barton Jonny Murray |
| 32               | Tirs | 29               |                                    | Arbitrage : Chris Rooney Francois StLaurent Juges de lignes : Steve Barton Jonny Murray |

| 14 avril | Pittsburgh | 4-1 (1-0, 1-1, 2-0) | Columbus | PPG Paints Arena 18 622 spectateurs |

| Feuille de match | Feuille de match | Feuille de match    | Feuille de match                    | Feuille de match                                                                          |
| ---------------- | --- | ------------------- | ----------------------------------- | ----------------------------------------------------------------------------------------- |
|                  | Crosby (Guentzel, Sheary) — 8 min 31 s - Guentzel (Crosby, Cole) — 27 min 51 s Malkine (Crosby, Cole) — 42 min 1 s Hörnqvist (Cullen, Kühnhackl) — 59 min 14 s (CV) | 1-0 1-1 2-1 3-1 4-1 | - Saad (Wennberg, Joens) — 27 min - | Arbitrage : Dan O'Halloran Ian Walsh Juges de lignes : Matt MacPherson #68 Scott Driscoll |
| Fleury           | Gardiens | Bobrovski           |                                     | Arbitrage : Dan O'Halloran Ian Walsh Juges de lignes : Matt MacPherson #68 Scott Driscoll |
| 6 min            | Pénalités | 28 min              |                                     | Arbitrage : Dan O'Halloran Ian Walsh Juges de lignes : Matt MacPherson #68 Scott Driscoll |
| 32               | Tirs | 40                  |                                     | Arbitrage : Dan O'Halloran Ian Walsh Juges de lignes : Matt MacPherson #68 Scott Driscoll |

| 16 avril | Columbus | 4-5 (pr) (3-1, 0-2, 1-1, 0-1) | Pittsburgh | Nationwide Arena 19 092 spectateurs |

| Feuille de match | Feuille de match | Feuille de match                    | Feuille de match | Feuille de match                                                                      |
| ---------------- | --- | ----------------------------------- | --- | ------------------------------------------------------------------------------------- |
|                  | Atkinson (Dubinsky, Foligno) — 11 s - Atkinson — 5 min 2 s Werenski (Gagner, Foligno) — 6 min 10 s (SN) - Dubinsky (Johnson, Bjorkstrand) — 55 min 11 s - | 1-0 1-1 2-1 3-1 3-2 3-3 3-4 4-4 4-5 | - Guentzel (Hainsey, Crosby) — 3 min 17 s - Rust (Dumoulin, Malkine) — 25 min 21 s Malkine — 33 min 25 s Guentzel (Malkine, Kessel) — 51 min 48 s (SN) - Guentzel (Crosby) — 73 min 10 s | Arbitrage : Francis Charron Steve Kozari Juges de lignes : Brian Murphy Mark Shewchyk |
| Bobrovski        | Gardiens | Fleury                              | | Arbitrage : Francis Charron Steve Kozari Juges de lignes : Brian Murphy Mark Shewchyk |
| 6 min            | Pénalités | 4 min                               | | Arbitrage : Francis Charron Steve Kozari Juges de lignes : Brian Murphy Mark Shewchyk |
| 37               | Tirs | 47                                  | | Arbitrage : Francis Charron Steve Kozari Juges de lignes : Brian Murphy Mark Shewchyk |

| 18 avril | Columbus | 5-4 (2-0, 1-2, 2-2) | Pittsburgh | Nationwide Arena 19 093 spectateurs |

| Feuille de match | Feuille de match | Feuille de match                    | Feuille de match | Feuille de match                                                               |
| ---------------- | --- | ----------------------------------- | --- | ------------------------------------------------------------------------------ |
|                  | Johnson (Savard) — 11 min 46 s Anderson (Karlsson, Quincey) — 18 min 56 s Nutivaara (Jenner, Saad) — 24 min 48 s - Karlsson (Calvert) — 40 min 27 s - Jenner (Saad, Nutivaara) — 45 min 37 s - | 1-0 2-0 3-0 3-1 3-2 4-2 4-3 5-3 5-4 | - Hornqvist (Schultz, Kessel) — 26 min 43 s (SN) Hainsey (Kessel, Malkine) — 36 min 24 s - Kühnhackl (Cullen, Cole) — 42 min 10 s - Guentzel (Kessel, Malkine) — 59 min 32 s (IN) | Arbitrage : Jean Hebert Dan O'Rourke Juges de lignes : Derek Amell Trent Knorr |
| Bobrovski        | Gardiens | Fleury                              | | Arbitrage : Jean Hebert Dan O'Rourke Juges de lignes : Derek Amell Trent Knorr |
| 6 min            | Pénalités | 6 min                               | | Arbitrage : Jean Hebert Dan O'Rourke Juges de lignes : Derek Amell Trent Knorr |
| 34               | Tirs | 31                                  | | Arbitrage : Jean Hebert Dan O'Rourke Juges de lignes : Derek Amell Trent Knorr |

| 20 avril | Pittsburgh | 5-2 (1-0, 2-2, 2-0) | Columbus | PPG Paints Arena 18 585 spectateurs |

| Feuille de match | Feuille de match | Feuille de match            | Feuille de match                                                                  | Feuille de match                                                                |
| ---------------- | --- | --------------------------- | --------------------------------------------------------------------------------- | ------------------------------------------------------------------------------- |
|                  | Kessel (Schultz, Malkine) — 9 min 7 s (SN) Rust (Kessel, Malkine) — 21 min 7 s Rust (Hainsey) — 23 min 50 s - Crosby (Malkine, Kessel) — 45 min 31 s (SN) Wilson (Daley, Sheary) — 46 min 22 s | 1-0 2-0 3-0 3-1 3-2 4-2 5-2 | - Karlsson (Gagner) — 29 min 30 s Jenner (Jones, Atkinson) — 32 min 24 s (SN) - - | Arbitrage : Eric Furlatt Tim Peel Juges de lignes : Michel Cormier Steve Miller |
| Fleury           | Gardiens | Bobrovski                   |                                                                                   | Arbitrage : Eric Furlatt Tim Peel Juges de lignes : Michel Cormier Steve Miller |
| 6 min            | Pénalités | 8 min                       |                                                                                   | Arbitrage : Eric Furlatt Tim Peel Juges de lignes : Michel Cormier Steve Miller |
| 32               | Tirs | 51                          |                                                                                   | Arbitrage : Eric Furlatt Tim Peel Juges de lignes : Michel Cormier Steve Miller |

#### Washington contre Pittsburgh
C'est la dixième confrontation en séries entre ces deux équipes et la deuxième consécutive au deuxième tour. Pittsburgh a remporté huit des neuf séries précédentes, y compris la confrontation de 2016 qu'ils ont gagné en six matchs. Les deux équipes se sont partagé les victoires lors des quatre matchs de la saison régulière.
| 27 avril | Washington | 2-3 (0-0, 1-2, 1-1) | Pittsburgh | Verizon Center 18 506 spectateurs |

| Feuille de match | Feuille de match                                                               | Feuille de match    | Feuille de match | Feuille de match                                                                     |
| ---------------- | ------------------------------------------------------------------------------ | ------------------- | --- | ------------------------------------------------------------------------------------ |
|                  | - Ovetchkine (Eller, Oshie) — 38 min 17 s Kouznetsov (Niskanen) — 48 min 5 s - | 0-1 0-2 1-2 2-2 2-3 | Crosby (Guentzel, Hörnqvist) — 20 min 12 s Crosby (Hörnqvist, Määttä) — 21 min 4 s - Bonino (Wilson, Cole) — 52 min 36 s | Arbitrage : Kevin Pollock Dan O'Halloran Juges de lignes : Brad Kovachik Shane Heyer |
| Holtby           | Gardiens                                                                       | Fleury              | | Arbitrage : Kevin Pollock Dan O'Halloran Juges de lignes : Brad Kovachik Shane Heyer |
| 6 min            | Pénalités                                                                      | 2 min               | | Arbitrage : Kevin Pollock Dan O'Halloran Juges de lignes : Brad Kovachik Shane Heyer |
| 35               | Tirs                                                                           | 21                  | | Arbitrage : Kevin Pollock Dan O'Halloran Juges de lignes : Brad Kovachik Shane Heyer |

| 29 avril | Washington | 2-6 (0-0, 1-3, 1-3) | Pittsburgh | Verizon Center 18 506 spectateurs |

| Feuille de match                       | Feuille de match                                                                                       | Feuille de match                | Feuille de match | Feuille de match                                                                 |
| -------------------------------------- | --- | ------------------------------- | --- | -------------------------------------------------------------------------------- |
|                                        | - Niskanen (Ovetchkine, Bäckström) — 22 min 9 s (SN) - Bäckström (Ovetchkine, Oshie) — 43 min 44 s - - | 0-1 1-1 1-2 1-3 1-4 2-4 2-5 2-6 | Cullen — 21 min 15 s (IN) - Kessel (Crosby, Guentzel) — 33 min 4 s Guentzel (Crosby) — 36 min 14 s Kessel (Schultz, Malkine) — 42 min 19 s (SN) - Malkine (Cole, Kessel) — 45 min 31 s Guentzel (Cullen, Maatta) — 59 min 17 s (CV) | Arbitrage : Dan O'Rourke Jean Hebert Juges de lignes : Derek Amell Bryan Pancich |
| Holtby (40 min) Grubauer (18 min 34 s) | Gardiens                                                                                               | Fleury                          | | Arbitrage : Dan O'Rourke Jean Hebert Juges de lignes : Derek Amell Bryan Pancich |
| 16 min                                 | Pénalités                                                                                              | 10 min                          | | Arbitrage : Dan O'Rourke Jean Hebert Juges de lignes : Derek Amell Bryan Pancich |
| 36                                     | Tirs                                                                                                   | 24                              | | Arbitrage : Dan O'Rourke Jean Hebert Juges de lignes : Derek Amell Bryan Pancich |

| 1er mai | Pittsburgh | 2-3 (pr) (0-1, 0-0, 2-1, 0-1) | Washington | PPG Paints Arena 18 625 spectateurs |

| Feuille de match | Feuille de match                                                                   | Feuille de match    | Feuille de match | Feuille de match                                                                    |
| ---------------- | ---------------------------------------------------------------------------------- | ------------------- | --- | ----------------------------------------------------------------------------------- |
|                  | - Malkine (Kessel, Schultz) — 58 min 7 s Schultz (Malkine, Kunitz) — 58 min 55 s - | 0-1 0-2 1-2 2-2 2-3 | Bäckström (Ovetchkine, Williams) — 13 min 5 s (SN) Kouznetsov (Johansson, Williams) — 49 min 46 s - Shattenkirk (Bäckström, Kouznetsov) — 63 min 13 s | Arbitrage : Brad Meier Brad Watson Juges de lignes : Pierre Racicot Matt MacPherson |
| Fleury           | Gardiens                                                                           | Holtby              | | Arbitrage : Brad Meier Brad Watson Juges de lignes : Pierre Racicot Matt MacPherson |
| 14 min           | Pénalités                                                                          | 23 min              | | Arbitrage : Brad Meier Brad Watson Juges de lignes : Pierre Racicot Matt MacPherson |
| 30               | Tirs                                                                               | 33                  | | Arbitrage : Brad Meier Brad Watson Juges de lignes : Pierre Racicot Matt MacPherson |

| 3 mai | Pittsburgh | 3-2 (1-0, 2-2, 0-0) | Washington | PPG Paints Arena 18 617 spectateurs |

| Feuille de match | Feuille de match                                                                                                | Feuille de match    | Feuille de match                                                                              | Feuille de match                                                                        |
| ---------------- | --- | ------------------- | --------------------------------------------------------------------------------------------- | --------------------------------------------------------------------------------------- |
|                  | Hornqvist (Maatta, Cullen) — 4 min 39 s Guentzel — 23 min 51 s - Schultz (Malkine, Guentzel) — 31 min 24 s (SN) | 1-0 2-0 2-1 2-2 3-2 | - Kouznetsov (Williams, Johansson) — 27 min 21 s Schmidt (Oshie, Shattenkirk) — 28 min 33 s - | Arbitrage : Kelly Sutherland Steve Kozari Juges de lignes : Michel Cormier Steve Miller |
| Fleury           | Gardiens | Holtby              |                                                                                               | Arbitrage : Kelly Sutherland Steve Kozari Juges de lignes : Michel Cormier Steve Miller |
| 12 min           | Pénalités | 14 min              |                                                                                               | Arbitrage : Kelly Sutherland Steve Kozari Juges de lignes : Michel Cormier Steve Miller |
| 18               | Tirs | 38                  |                                                                                               | Arbitrage : Kelly Sutherland Steve Kozari Juges de lignes : Michel Cormier Steve Miller |

| 6 mai | Washington | 4-2 (1-1, 0-1, 3-0) | Pittsburgh | Verizon Center 18 506 spectateurs |

| Feuille de match | Feuille de match | Feuille de match        | Feuille de match                                                                        | Feuille de match                                                                     |
| ---------------- | --- | ----------------------- | --------------------------------------------------------------------------------------- | ------------------------------------------------------------------------------------ |
|                  | - Burakovsky (Shattenkirk, Eller) — 19 min 30 s - Bäckström (Burakovsky) — 42 min 49 s Kouznetsov (Johansson, Carlson) — 47 min 20 s Ovetchkine (Eller, Schmidt) — 47 min 47 s | 0-1 1-1 1-2 2-2 3-2 4-2 | Hagelin (Bonino, Hainsey) — 10 min 24 s - Kessel (Malkine, Crosby) — 24 min 20 s (SN) - | Arbitrage : Francis Charron Wes McCauley Juges de lignes : Steve Barton Jonny Murray |
| Holtby           | Gardiens | Fleury                  |                                                                                         | Arbitrage : Francis Charron Wes McCauley Juges de lignes : Steve Barton Jonny Murray |
| 4 min            | Pénalités | 6 min                   |                                                                                         | Arbitrage : Francis Charron Wes McCauley Juges de lignes : Steve Barton Jonny Murray |
| 32               | Tirs | 22                      |                                                                                         | Arbitrage : Francis Charron Wes McCauley Juges de lignes : Steve Barton Jonny Murray |

| 8 mai | Pittsburgh | 2-5 (0-1, 0-1, 2-3) | Washington | PPG Paints Arena 18 594 spectateurs |

| Feuille de match | Feuille de match                                                          | Feuille de match            | Feuille de match | Feuille de match                                                                           |
| ---------------- | ------------------------------------------------------------------------- | --------------------------- | --- | ------------------------------------------------------------------------------------------ |
|                  | - Guentzel (Crosby) — 56 min 38 s Malkin (Sheary, Dumoulin) — 57 min 30 s | 0-1 0-2 0-3 0-4 0-5 1-5 2-5 | Oshie (Kuznetsov, Backstrom) — 12 min 41 s (SN) Burakovsky — 26 min 36 s Backstrom (Oshie, Orlov) — 40 min 16 s Carlson (Niskanen, Kuznetsov) — 51 min 17 s (SN) Burakovsky — 52 min 29 s - | Arbitrage : Chris Rooney Francois St-Laurent Juges de lignes : Michel Cormier Steve Miller |
| Fleury           | Gardiens                                                                  | Holtby                      | | Arbitrage : Chris Rooney Francois St-Laurent Juges de lignes : Michel Cormier Steve Miller |
| 10 min           | Pénalités                                                                 | 8 min                       | | Arbitrage : Chris Rooney Francois St-Laurent Juges de lignes : Michel Cormier Steve Miller |
| 18               | Tirs                                                                      | 26                          | | Arbitrage : Chris Rooney Francois St-Laurent Juges de lignes : Michel Cormier Steve Miller |

| 10 mai | Washington | 0-2 (0-0, 0-1, 0-1) | Pittsburgh | Verizon Center 18 506 spectateurs |

| Feuille de match | Feuille de match | Feuille de match | Feuille de match                                                        | Feuille de match                                                                     |
| ---------------- | ---------------- | ---------------- | ----------------------------------------------------------------------- | ------------------------------------------------------------------------------------ |
|                  | -                | 0-1 0-2          | Rust (Guentzel, Crosby) — 28 min 49 s Hornqvist (Schultz) — 44 min 14 s | Arbitrage : Dan O'Halloran Kevin Pollock Juges de lignes : Brad Kovachik Shane Heyer |
| Holtby           | Gardiens         | Fleury           |                                                                         | Arbitrage : Dan O'Halloran Kevin Pollock Juges de lignes : Brad Kovachik Shane Heyer |
| 9 min            | Pénalités        | 9 min            |                                                                         | Arbitrage : Dan O'Halloran Kevin Pollock Juges de lignes : Brad Kovachik Shane Heyer |
| 29               | Tirs             | 28               |                                                                         | Arbitrage : Dan O'Halloran Kevin Pollock Juges de lignes : Brad Kovachik Shane Heyer |

#### Pittsburgh contre Ottawa
C'est la cinquième confrontation en séries éliminatoires entre les deux équipes, Pittsburgh ayant remporté trois des quatre séries précédentes. Ils se sont affrontés la dernière fois en 2013 en demi-finale d'association, que Pittsburgh a remporté en cinq parties. C'est la deuxième finale d'association consécutive pour les Penguins qui ont battu en 2016 le Lightning de Tampa Bay en sept matchs. La dernière présence d'Ottawa en finale d'association remonte à 2007, année où ils avaient vaincu Buffalo en cinq matchs. Ottawa a remporté deux des trois matchs entre les deux formations lors de la saison régulière.
| 13 mai | Pittsburgh | 1-2 (pr) (0-1, 0-0, 1-0, 0-1) | Ottawa | PPG Paints Arena 18 614 spectateurs |

| Feuille de match | Feuille de match                           | Feuille de match | Feuille de match                                                 | Feuille de match                                                                 |
| ---------------- | ------------------------------------------ | ---------------- | ---------------------------------------------------------------- | -------------------------------------------------------------------------------- |
|                  | - Malkin (Kunitz, Hainsey) — 54 min 24 s - | 0-1 1-1 1-2      | Pageau (Ryan) — 14 min 32 s - Ryan (Pageau, Stone) — 64 min 59 s | Arbitrage : Wes McCauley Brad Meier Juges de lignes : Scott Cherrey Brian Murphy |
| Fleury           | Gardiens                                   | Anderson         |                                                                  | Arbitrage : Wes McCauley Brad Meier Juges de lignes : Scott Cherrey Brian Murphy |
| 4 min            | Pénalités                                  | 10 min           |                                                                  | Arbitrage : Wes McCauley Brad Meier Juges de lignes : Scott Cherrey Brian Murphy |
| 28               | Tirs                                       | 35               |                                                                  | Arbitrage : Wes McCauley Brad Meier Juges de lignes : Scott Cherrey Brian Murphy |

| 15 mai | Pittsburgh | 1-0 (0-0, 0-0, 1-0) | Ottawa | PPG Paints Arena 18 610 spectateurs |

| Feuille de match | Feuille de match                     | Feuille de match | Feuille de match | Feuille de match                                                                           |
| ---------------- | ------------------------------------ | ---------------- | ---------------- | ------------------------------------------------------------------------------------------ |
|                  | Kessel (Malkin, Maatta) — 53 min 5 s | 1-0              | -                | Arbitrage : Chris Rooney Kelly Sutherland Juges de lignes : Matt MacPherson Pierre Racicot |
| Fleury           | Gardiens                             | Anderson         |                  | Arbitrage : Chris Rooney Kelly Sutherland Juges de lignes : Matt MacPherson Pierre Racicot |
| 20 min           | Pénalités                            | 20 min           |                  | Arbitrage : Chris Rooney Kelly Sutherland Juges de lignes : Matt MacPherson Pierre Racicot |
| 29               | Tirs                                 | 23               |                  | Arbitrage : Chris Rooney Kelly Sutherland Juges de lignes : Matt MacPherson Pierre Racicot |

| 17 mai | Ottawa | 5-1 (4-0, 1-0, 0-1) | Pittsburgh | Centre Canadian Tire 18 615 spectateurs |

| Feuille de match | Feuille de match | Feuille de match                          | Feuille de match                            | Feuille de match                                                                |
| ---------------- | --- | ----------------------------------------- | ------------------------------------------- | ------------------------------------------------------------------------------- |
|                  | Hoffman (Turris, Burrows) — 48 s Methot (Ryan, Brassard) — 10 min 34 s Brassard (MacArthur, Ryan) — 12 min 28 s Smith (Methot, Karlsson) — 12 min 52 s Turris (Hoffman, Claesson) — 38 min 18 s - | 1-0 2-0 3-0 4-0 5-0 5-1                   | - Crosby (Kessel, Streit) — 46 min 7 s (SN) | Arbitrage : Jean Hebert Dan O'Rourke Juges de lignes : Derek Amell Jonny Murray |
| Anderson         | Gardiens | Fleury (12 min 52 s) Murray (46 min 57 s) |                                             | Arbitrage : Jean Hebert Dan O'Rourke Juges de lignes : Derek Amell Jonny Murray |
| 12 min           | Pénalités | 22 min                                    |                                             | Arbitrage : Jean Hebert Dan O'Rourke Juges de lignes : Derek Amell Jonny Murray |
| 29               | Tirs | 26                                        |                                             | Arbitrage : Jean Hebert Dan O'Rourke Juges de lignes : Derek Amell Jonny Murray |

| 19 mai | Ottawa | 2-3 (0-1, 1-2, 1-0) | Pittsburgh | Centre Canadian Tire 19 145 spectateurs |

| Feuille de match | Feuille de match                                                         | Feuille de match    | Feuille de match | Feuille de match                                                                     |
| ---------------- | ------------------------------------------------------------------------ | ------------------- | --- | ------------------------------------------------------------------------------------ |
|                  | - MacArthur (Ryan) — 38 min 22 s Pyatt (Hoffman, Karlsson) — 54 min 59 s | 0-1 0-2 0-3 1-3 2-3 | Maatta (Crosby, Guentzel) — 19 min 14 s Crosby (Guentzel, Kessel) — 27 min 41 s (SN) Dumoulin (Cole, Wilson) — 31 min 30 s - | Arbitrage : Kevin Pollock Dan O'Halloran Juges de lignes : Brad Kovachik Shane Heyer |
| Anderson         | Gardiens                                                                 | Murray              | | Arbitrage : Kevin Pollock Dan O'Halloran Juges de lignes : Brad Kovachik Shane Heyer |
| 4 min            | Pénalités                                                                | 8 min               | | Arbitrage : Kevin Pollock Dan O'Halloran Juges de lignes : Brad Kovachik Shane Heyer |
| 26               | Tirs                                                                     | 35                  | | Arbitrage : Kevin Pollock Dan O'Halloran Juges de lignes : Brad Kovachik Shane Heyer |

| 21 mai | Pittsburgh | 7-0 (4-0, 1-0, 2-0) | Ottawa | PPG Paints Arena 18 635 spectateurs |

| Feuille de match | Feuille de match | Feuille de match                            | Feuille de match | Feuille de match                                                                 |
| ---------------- | --- | ------------------------------------------- | ---------------- | -------------------------------------------------------------------------------- |
|                  | Maatta (Rust) — 8 min 14 s Crosby (Daley, Malkin) — 12 min 3 s (SN) Rust (Bonino, Rowney) — 16 min 4 s Wilson (Rowney, Bonino) — 18 min 17 s Cullen (Streit, Rowney) — 21 min 54 s Kessel (Crosby, Malkin) — 40 min 50 s (SN) Daley (Kessel, Malkin) — 48 min 49 s (SN) | 1-0 2-0 3-0 4-0 5-0 6-0 7-0                 | -                | Arbitrage : Wes McCauley Brad Meier Juges de lignes : Scott Cherrey Brian Murphy |
| Murray           | Gardiens | Anderson (18 min 32 s) Condon (41 min 28 s) |                  | Arbitrage : Wes McCauley Brad Meier Juges de lignes : Scott Cherrey Brian Murphy |
| 10 min           | Pénalités | 8 min                                       |                  | Arbitrage : Wes McCauley Brad Meier Juges de lignes : Scott Cherrey Brian Murphy |
| 36               | Tirs | 25                                          |                  | Arbitrage : Wes McCauley Brad Meier Juges de lignes : Scott Cherrey Brian Murphy |

| 23 mai | Ottawa | 2-1 (0-0, 1-1, 1-0) | Pittsburgh | Centre Canadian Tire 18 111 spectateurs |

| Feuille de match | Feuille de match                                                                         | Feuille de match | Feuille de match                      | Feuille de match                                                                           |
| ---------------- | ---------------------------------------------------------------------------------------- | ---------------- | ------------------------------------- | ------------------------------------------------------------------------------------------ |
|                  | - Ryan (Turris, Karlsson) — 33 min 15 s (SN) Hoffman (Claesson, MacArthur) — 41 min 34 s | 0-1 1-1 2-1      | Malkin (Cole, Wilson) — 24 min 51 s - | Arbitrage : Chris Rooney Kelly Sutherland Juges de lignes : Pierre Racicot Matt MacPherson |
| Anderson         | Gardiens                                                                                 | Murray           |                                       | Arbitrage : Chris Rooney Kelly Sutherland Juges de lignes : Pierre Racicot Matt MacPherson |
| 10 min           | Pénalités                                                                                | 10 min           |                                       | Arbitrage : Chris Rooney Kelly Sutherland Juges de lignes : Pierre Racicot Matt MacPherson |
| 30               | Tirs                                                                                     | 46               |                                       | Arbitrage : Chris Rooney Kelly Sutherland Juges de lignes : Pierre Racicot Matt MacPherson |

| 25 mai | Pittsburgh | 3-2 (2 pr) (0-0, 1-1, 1-1, 0-0, 1-0) | Ottawa | PPG Paints Arena 18 604 spectateurs |

| Feuille de match | Feuille de match | Feuille de match    | Feuille de match                                                                      | Feuille de match                                                                     |
| ---------------- | --- | ------------------- | ------------------------------------------------------------------------------------- | ------------------------------------------------------------------------------------ |
|                  | Kunitz (Sheary, Cullen) — 29 min 55 s - Schultz (Kessel, Kunitz) — 51 min 44 s (SN) - Kunitz (Crosby, Schultz) — 85 min 9 s | 1-0 1-1 2-1 2-2 3-2 | - Stone (Karlsson, Pageau) — 30 min 15 s - Dzingel (Karlsson, Turris) — 54 min 41 s - | Arbitrage : Wes McCauley Dan O'Halloran Juges de lignes : Brad Kovachik Brian Murphy |
| Murray           | Gardiens | Anderson            |                                                                                       | Arbitrage : Wes McCauley Dan O'Halloran Juges de lignes : Brad Kovachik Brian Murphy |
| 4 min            | Pénalités | 2 min               |                                                                                       | Arbitrage : Wes McCauley Dan O'Halloran Juges de lignes : Brad Kovachik Brian Murphy |
| 42               | Tirs | 29                  |                                                                                       | Arbitrage : Wes McCauley Dan O'Halloran Juges de lignes : Brad Kovachik Brian Murphy |

#### Finale de la Coupe Stanley
| 29 mai | Pittsburgh | 5-3 (3-0, 0-1, 2-2) | Nashville | PPG Paints Arena 18 618 spectateurs |

| Feuille de match | Feuille de match | Feuille de match                | Feuille de match | Feuille de match                                                                 |
| ---------------- | --- | ------------------------------- | --- | -------------------------------------------------------------------------------- |
|                  | Malkin (Daley, Crosby) — 15 min 32 s (SN) Sheary (Kunitz, Crosby) — 16 min 37 s Bonino (Dumoulin) — 19 min 43 s - Guentzel (Cullen, Schultz) — 56 min 43 s Bonino (Kunitz) — 58 min 58 s (CV) | 1-0 2-0 3-0 3-1 3-2 3-3 4-3 5-3 | - Ellis (Subban, Fisher) — 28 min 21 s (SN) Sissons (Josi, Jarnkrok) — 50 min 6 s (SN) Gaudreau (Watson, Fisher) — 53 min 29 s - | Arbitrage : Wes McCauley Brad Meier Juges de lignes : Scott Cherrey Brian Murphy |
| Murray           | Gardiens | Rinne                           | | Arbitrage : Wes McCauley Brad Meier Juges de lignes : Scott Cherrey Brian Murphy |
| 6 min            | Pénalités | 6 min                           | | Arbitrage : Wes McCauley Brad Meier Juges de lignes : Scott Cherrey Brian Murphy |
| 12               | Tirs | 26                              | | Arbitrage : Wes McCauley Brad Meier Juges de lignes : Scott Cherrey Brian Murphy |

| 31 mai | Pittsburgh | 4-1 (1-1, 0-0, 3-0) | Nashville | PPG Paints Arena 18 643 spectateurs |

| Feuille de match | Feuille de match | Feuille de match                         | Feuille de match                          | Feuille de match                                                                     |
| ---------------- | --- | ---------------------------------------- | ----------------------------------------- | ------------------------------------------------------------------------------------ |
|                  | - Guentzel (Sheary, Kunitz) — 16 min 36 s Guentzel (Rust, Hainsey) — 40 min 10 s Wilson (Kessel, Cullen) — 43 min 13 s Malkin (Kunitz, Cole) — 43 min 28 s | 0-1 1-1 2-1 3-1 4-1                      | Aberg (Arvidsson, Fisher) — 12 min 57 s - | Arbitrage : Kevin Pollock Dan O'Halloran Juges de lignes : Shane Heyer Brad Kovachik |
| Murray           | Gardiens | Rinne (43 min 28 s ) Saros (16 min 32 s) |                                           | Arbitrage : Kevin Pollock Dan O'Halloran Juges de lignes : Shane Heyer Brad Kovachik |
| 15 min           | Pénalités | 19 min                                   |                                           | Arbitrage : Kevin Pollock Dan O'Halloran Juges de lignes : Shane Heyer Brad Kovachik |
| 27               | Tirs | 38                                       |                                           | Arbitrage : Kevin Pollock Dan O'Halloran Juges de lignes : Shane Heyer Brad Kovachik |

| 3 juin | Nashville | 5-1 (0-1, 3-0, 2-0) | Pittsburgh | Bridgestone Arena 17 283 spectateurs |

| Feuille de match | Feuille de match | Feuille de match        | Feuille de match                       | Feuille de match                                                                 |
| ---------------- | --- | ----------------------- | -------------------------------------- | -------------------------------------------------------------------------------- |
|                  | - Josi (Jarnkrok, Ekholm) — 25 min 51 s (SN) Gaudreau (Watson, Josi) — 26 min 33 s Neal (Arvidsson, Josi) — 29 min 37 s Smith — 44 min 54 s Ekholm (Jarnkrok, Sissons) — 53 min 10 s (SN) | 0-1 1-1 2-1 3-1 4-1 5-1 | Guentzel (Cole, Crosby) — 2 min 46 s - | Arbitrage : Wes McCauley Brad Meier Juges de lignes : Scott Cherrey Brian Murphy |
| Rinne            | Gardiens | Murray                  |                                        | Arbitrage : Wes McCauley Brad Meier Juges de lignes : Scott Cherrey Brian Murphy |
| 34 min           | Pénalités | 44 min                  |                                        | Arbitrage : Wes McCauley Brad Meier Juges de lignes : Scott Cherrey Brian Murphy |
| 33               | Tirs | 28                      |                                        | Arbitrage : Wes McCauley Brad Meier Juges de lignes : Scott Cherrey Brian Murphy |

| 5 juin | Nashville | 4-1 (1-1, 2-0, 1-0) | Pittsburgh | Bridgestone Arena 17 260 spectateurs |

| Feuille de match | Feuille de match | Feuille de match    | Feuille de match                    | Feuille de match                                                                     |
| ---------------- | --- | ------------------- | ----------------------------------- | ------------------------------------------------------------------------------------ |
|                  | Jarnkrork (Smith, Watson) — 14 min 51 s - Gaudreau (Ellis, Zolnierczyk) — 23 min 45 s Arvidsson (Fisher, Neal) — 33 min 8 s Forsberg (Ekholm, Subban) — 56 min 37 s (CV) | 1-0 1-1 2-1 3-1 4-1 | - Crosby (Dumoulin) — 15 min 57 s - | Arbitrage : Dan O'Halloran Kevin Pollock Juges de lignes : Brad Kovachik Shane Heyer |
| Rinne            | Gardiens | Murray              |                                     | Arbitrage : Dan O'Halloran Kevin Pollock Juges de lignes : Brad Kovachik Shane Heyer |
| 8 min            | Pénalités | 6 min               |                                     | Arbitrage : Dan O'Halloran Kevin Pollock Juges de lignes : Brad Kovachik Shane Heyer |
| 26               | Tirs | 24                  |                                     | Arbitrage : Dan O'Halloran Kevin Pollock Juges de lignes : Brad Kovachik Shane Heyer |

| 8 juin | Pittsburgh | 6-0 (3-0, 3-0, 0-0) | Nashville | PPG Paints Arena 18 605 spectateurs |

| Feuille de match | Feuille de match | Feuille de match        | Feuille de match | Feuille de match                                                                 |
| ---------------- | --- | ----------------------- | ---------------- | -------------------------------------------------------------------------------- |
|                  | Schultz (Crosby, Hornqvist) — 1 min 31 s (SN) Rust (Kunitz, Daley) — 6 min 43 s Malkin (Kessel, Hainsey) — 19 min 49 s Sheary (Crosby, Guentzel) — 21 min 19 s Kessel (Maatta, Crosby) — 28 min 2 s Hainsey (Malkin, Kessel) — 36 min 40 s | 1-0 2-0 3-0 4-0 5-0 6-0 | -                | Arbitrage : Wes McCauley Brad Meier Juges de lignes : Brian Murphy Scott Cherrey |
|                  | |                         |                  | Arbitrage : Wes McCauley Brad Meier Juges de lignes : Brian Murphy Scott Cherrey |
| 42 min           | Pénalités | 58 min                  |                  | Arbitrage : Wes McCauley Brad Meier Juges de lignes : Brian Murphy Scott Cherrey |
| 24               | Tirs | 24                      |                  | Arbitrage : Wes McCauley Brad Meier Juges de lignes : Brian Murphy Scott Cherrey |

| 11 juin | Pittsburgh | 2-0 (0-0, 0-0, 2-0) | Nashville | Bridgestone Arena 17 271 spectateurs |

| Feuille de match | Feuille de match                                                                | Feuille de match | Feuille de match | Feuille de match                                                                     |
| ---------------- | ------------------------------------------------------------------------------- | ---------------- | ---------------- | ------------------------------------------------------------------------------------ |
|                  | Hornqvist (Schultz, Kunitz) — 58 min 25 s Hagelin (Dumoulin) — 59 min 46 s (CV) | 1-0 2-0          | -                | Arbitrage : Dan O'Halloran Kevin Pollock Juges de lignes : Shane Heyer Brad Kovachik |
| Murray           | Gardiens                                                                        | Rinne            |                  | Arbitrage : Dan O'Halloran Kevin Pollock Juges de lignes : Shane Heyer Brad Kovachik |
| 8 min            | Pénalités                                                                       | 0 min            |                  | Arbitrage : Dan O'Halloran Kevin Pollock Juges de lignes : Shane Heyer Brad Kovachik |
| 29               | Tirs                                                                            | 27               |                  | Arbitrage : Dan O'Halloran Kevin Pollock Juges de lignes : Shane Heyer Brad Kovachik |

### Statistiques des joueurs
| Nom              | PJ | B  | A  | Pts | +/- | Pun |
| ---------------- | -- | -- | -- | --- | --- | --- |
| Ievgueni Malkine | 25 | 10 | 18 | 28  | 9   | 51  |
| Sidney Crosby    | 24 | 8  | 19 | 27  | 4   | 10  |
| Phil Kessel      | 25 | 8  | 15 | 23  | 12  | 2   |
| Jake Guentzel    | 25 | 13 | 8  | 21  | 1   | 8   |
| Justin Schultz   | 21 | 4  | 9  | 13  | 3   | 4   |
| Chris Kunitz     | 20 | 2  | 9  | 11  | 6   | 27  |
| Bryan Rust       | 23 | 7  | 2  | 9   | 5   | 10  |
| Patric Hörnqvist | 19 | 5  | 4  | 9   | 6   | 18  |
| Matt Cullen      | 25 | 2  | 7  | 9   | -1  | 24  |
| Ian Cole         | 25 | 0  | 9  | 9   | 2   | 22  |
| Olli Määttä      | 25 | 2  | 6  | 8   | 8   | 12  |
| Ron Hainsey      | 25 | 2  | 6  | 8   | 6   | 4   |
| Nick Bonino      | 21 | 4  | 3  | 7   | 4   | 2   |
| Conor Sheary     | 22 | 2  | 5  | 7   | -5  | 2   |
| Scott Wilson     | 21 | 3  | 3  | 6   | 4   | 6   |
| Brian Dumoulin   | 25 | 1  | 5  | 6   | 10  | 6   |
| Trevor Daley     | 21 | 1  | 4  | 5   | 7   | 24  |
| Carter Rowney    | 20 | 0  | 3  | 3   | 3   | 4   |
| Tom Kühnhackl    | 11 | 1  | 1  | 2   | 2   | 4   |
| Mark Streit      | 3  | 0  | 2  | 2   | -1  | 0   |
| Carl Hagelin     | 15 | 2  | 0  | 2   | -2  | 19  |
| Chad Ruhwedel    | 6  | 0  | 0  | 0   | -3  | 4   |
| Josh Archibald   | 4  | 0  | 0  | 0   | -1  | 2   |

| Nom               | PJ | PD | Min          | V | D | Pr. | BC | Moy  | Tirs | %Arr | Bl | B | A | Pun |
| ----------------- | -- | -- | ------------ | - | - | --- | -- | ---- | ---- | ---- | -- | - | - | --- |
| Matthew Murray    | 15 | 15 | 866 min 4 s  | 9 | 4 | 2   | 37 | 2,56 | 490  | 92,4 | 2  | 0 | 0 | 0   |
| Marc-André Fleury | 11 | 10 | 667 min 35 s | 7 | 3 | 0   | 19 | 1,70 | 303  | 93,7 | 3  | 0 | 0 | 0   |

## Trophées et honneurs
- Trophée Maurice-Richard du meilleur buteur de la saison pour Sidney Crosby avec 44 réalisations
- Trophée Conn-Smythe du meilleur joueur des séries pour Sidney Crosby
- Deuxième équipe d'étoiles en tant que centre pour Sidney Crosby
- Équipe d'étoiles des recrues en tant que gardien de but pour Matthew Murray

### Feuilles de match
Les feuilles de match sont issues du site officiel en français de la Ligue nationale de hockey : http://www.nhl.com

#### Saison régulière
1. 1 2  Capitals-Penguins - 13/10/2016
2. ↑  Ducks-Penguins - 15/10/2016
3. ↑  Avalanche-Penguins - 17/10/2016
4. ↑  Penguins-Canadiens - 18/10/2016
5. ↑  Sharks-Penguins - 20/10/2016
6. ↑  Penguins-PRed Wingsators - 22/10/2016
7. ↑  Panthers-Penguins - 25/10/2016
8. ↑  Islanders-Penguins - 27/10/2016
9. ↑  Penguins-Flyers - 29/10/2016
10. ↑  Penguins-Ducks - 2/11/2016
11. ↑  Penguins-Kings - 3/11/2016
12. ↑  Penguins-Sharks - 5/11/2016
13. ↑  Oilers-Penguins - 8/11/2016
14. ↑  Wild-Penguins - 10/11/2016
15. ↑  Maple Leafs-Penguins - 12/11/2016
16. ↑  Penguins-Capitals - 16/11/2016
17. ↑  Penguins-Islanders - 18/11/2016
18. ↑  Penguins-Sabres - 19/11/2016
19. ↑  Rangers-Penguins - 21/11/2016
20. ↑  Penguins-Rangers - 23/11/2016
21. ↑  Penguins-Wild - 25/11/2016
22. ↑  Devils-Penguins - 26/11/2016
23. ↑  Penguins-Islanders - 30/11/2016
24. ↑  Stars-Penguins - 1/12/2016
25. ↑  Red Wings-Penguins - 3/12/2016
26. ↑  Sénateurs-Penguins - 5/12/2016
27. ↑  Penguins-Panthers - 8/12/2016
28. ↑  Penguins-Lightning - 10/12/2016
29. ↑  CoyPres-Penguins - 12/12/2016
30. ↑  Bruins-Penguins - 14/12/2016
31. ↑  Kings-Penguins - 16/12/2016
32. ↑  Penguins-Maple Leafs - 17/12/2016
33. ↑  Rangers-Penguins - 20/12/2016
34. ↑  Penguins-Blue Jackets - 22/12/2016
35. ↑  Devils-Penguins - 23/12/2016
36. ↑  Penguins-Devils - 27/12/2016
37. ↑  Hurricanes-Penguins - 28/12/2016
38. ↑  Canadiens-Penguins - 31/12/2016
39. ↑  Lightning-Penguins - 8/1/2017
40. ↑  Penguins-Capitals - 11/1/2017
41. ↑  Penguins-Sénateurs - 12/1/2017
42. ↑  Penguins-Red Wings - 14/1/2017
43. ↑  Capitals-Penguins - 16/1/2017
44. ↑  Penguins-Canadiens - 18/1/2017
45. ↑  Penguins-Hurricanes - 20/1/2017
46. ↑  Bruins-Penguins - 22/1/2017
47. ↑  Blue Jacketss-Penguins - 24/1/2017
48. ↑  Penguins-Bruins - 26/1/2017
49. ↑  PRed Wingsators-Penguins - 31/1/2017
50. ↑  Blue Jackets-Penguins - 3/2/2017
51. ↑  Penguins-Blue Jacketss - 4/2/2017
52. ↑  Flames-Penguins - 7/2/2017
53. ↑  Penguins-Avalanche - 9/2/2017
54. ↑  Penguins-CoyPres - 11/2/2017
55. ↑  Canucks-Penguins - 14/2/2017
56. ↑  Jets-Penguins - 16/2/2017
57. ↑  Penguins-Blue Jackets - 17/2/2017
58. ↑  Red Wings-Penguins - 19/2/2017
59. ↑  Penguins-Hurricanes - 21/2/2017
60. ↑  Flyers-Penguins - 25/2/2017
61. ↑  Penguins-Stars - 28/2/2017
62. ↑  Penguins-Blackhawks - 1/3/2017
63. ↑  Lightning-Penguins - 3/3/2017
64. ↑  Sabres-Penguins - 5/3/2017
65. ↑  Penguins-Jets - 8/3/2017
66. ↑  Penguins-Oilers - 10/3/2017
67. ↑  Penguins-Canucks - 11/3/2017
68. ↑  Penguins-Flames - 13/3/2017
69. ↑  Penguins-Flyers - 15/3/2017
70. ↑  Devils-Penguins - 17/3/2017
71. ↑  Panthers-Penguins - 19/3/2017
72. ↑  Penguins-Sabres - 21/3/2017
73. ↑  Penguins-Sénateurs - 23/3/2017
74. ↑  Islanders-Penguins - 24/3/2017
75. ↑  Flyers-Penguins - 26/3/2017
76. ↑  Blackhawks-Penguins - 29/3/2017
77. ↑  Penguins-Rangers - 31/3/2017
78. ↑  Hurricanes-Penguins - 2/4/2017
79. ↑  Blue Jackets-Penguins - 4/4/2017
80. ↑  Penguins-Devils - 6/4/2017
81. ↑  Penguins-Maple Leafs - 8/4/2017
82. ↑  Penguins-Rangers - 9/4/2017

#### Séries éliminatoires
1. ↑  Pittsburgh-Columbus - 12/04/2017
2. ↑  Pittsburgh-Columbus - 14/04/2017
3. ↑  Columbus-Pittsburgh - 16/04/2017
4. ↑  Columbus-Pittsburgh - 18/04/2017
5. ↑  Pittsburgh-Columbus - 20/04/2017
6. ↑  Washington-Pittsburgh - 27/04/2017
7. ↑  Washington-Pittsburgh - 29/04/2017
8. ↑  Pittsburgh-Washington - 01/05/2017
9. ↑  Pittsburgh-Washington - 03/05/2017
10. ↑  Washington-Pittsburgh - 06/05/2017
11. ↑  Pittsburgh-Washington - 08/05/2017
12. ↑  Washington-Pittsburgh - 10/05/2017
13. ↑  Pittsburgh-Ottawa - 13/05/2017
14. ↑  Pittsburgh-Ottawa - 15/05/2017
15. ↑  Ottawa-Pittsburgh - 17/05/2017
16. ↑  Ottawa-Pittsburgh - 19/05/2017
17. ↑  Pittsburgh-Ottawa - 21/05/2017
18. ↑  Ottawa-Pittsburgh - 23/05/2017
19. ↑  Pittsburgh-Ottawa - 25/05/2017
20. ↑  Pittsburgh-Nashville - 29/05/2017
21. ↑  Pittsburgh-Nashville - 31/05/2017
22. ↑  Nashville-Pittsburgh - 03/06/2017
23. ↑  Nashville-Pittsburgh - 05/06/2017
24. ↑  Pittsburgh-Nashville - 08/06/2017
25. ↑  Nashville-Pittsburgh - 11/06/2017